# St Peters, New South Wales
St Peters este o suburbie în Sydney, Australia.